# Родфорд, Джим
Джим Родфорд (англ. Jim Rodford; полное имя Джеймс Уолтер Родфорд англ. James Walter Rodford; 7 июля 1941 Сент-Олбанс (Англия), Хартфордшир — 20 января 2018) — британский музыкант, участник нескольких рок-групп. Был одним из основателей группы Argent, на данный момент её солистом является его двоюродный брат Род Арджент. Играл на бас-гитаре в группе The Kinks с 1978 года и до их распада в 1996 году. В 2004 году он присоединился к заново сформировавшейся группе The Zombies, с которой сотрудничал с начала 1960-х годов, и до самой смерти остался членом коллектива. Также был участником групп The Swinging Blue Jeans и The Kast Off Kinks.

## Биография
Джеймс Родфорд родился 7 июля 1941 в Сент-Олбанс, Хартфордшир, Англия. В конце 1950-х начало 1960-х годов был участником Bluetones, в то время была самой популярной группой. Родфорд помог своему двоюродному брату сформировать группу The Zombies. Позже Джеймс стал участником Mike Cotton Sound, играя на бас-гитаре.

## Карьера
Наряду с Родом Арджентом он основал группу Argent. Когда Арджент покинул Argent, оставшиеся три участника Родфорд Боб Хенрит и Джон Верети на некоторое время сформировали группу Phoenix. В 1978 году Родфорд присоединился к The Kinks выступая в качестве бас-гитариста, был участником до их распада в 1996 году.
С 1999 по 2001 год Родфорд участвовал в группе The Animals, которую сформировал Хилтон Валентайн, в ней также принимали участие барабанщик Джон Стил и клавишник Дэйв Роуберри. Джим продолжил участвовать в ней после переименования её в «The Animals and Friends» когда ушёл Валентайн, затем к ним присоединился Колин Бланстоун.
Родфорд ни разу официально не выступил с The Zombies, несмотря на его тесное сотрудничество с группой. Тем не менее, он начал выступать с коллективом играя на бас-гитаре с реинкарнацией группы в первые годы XXI века.

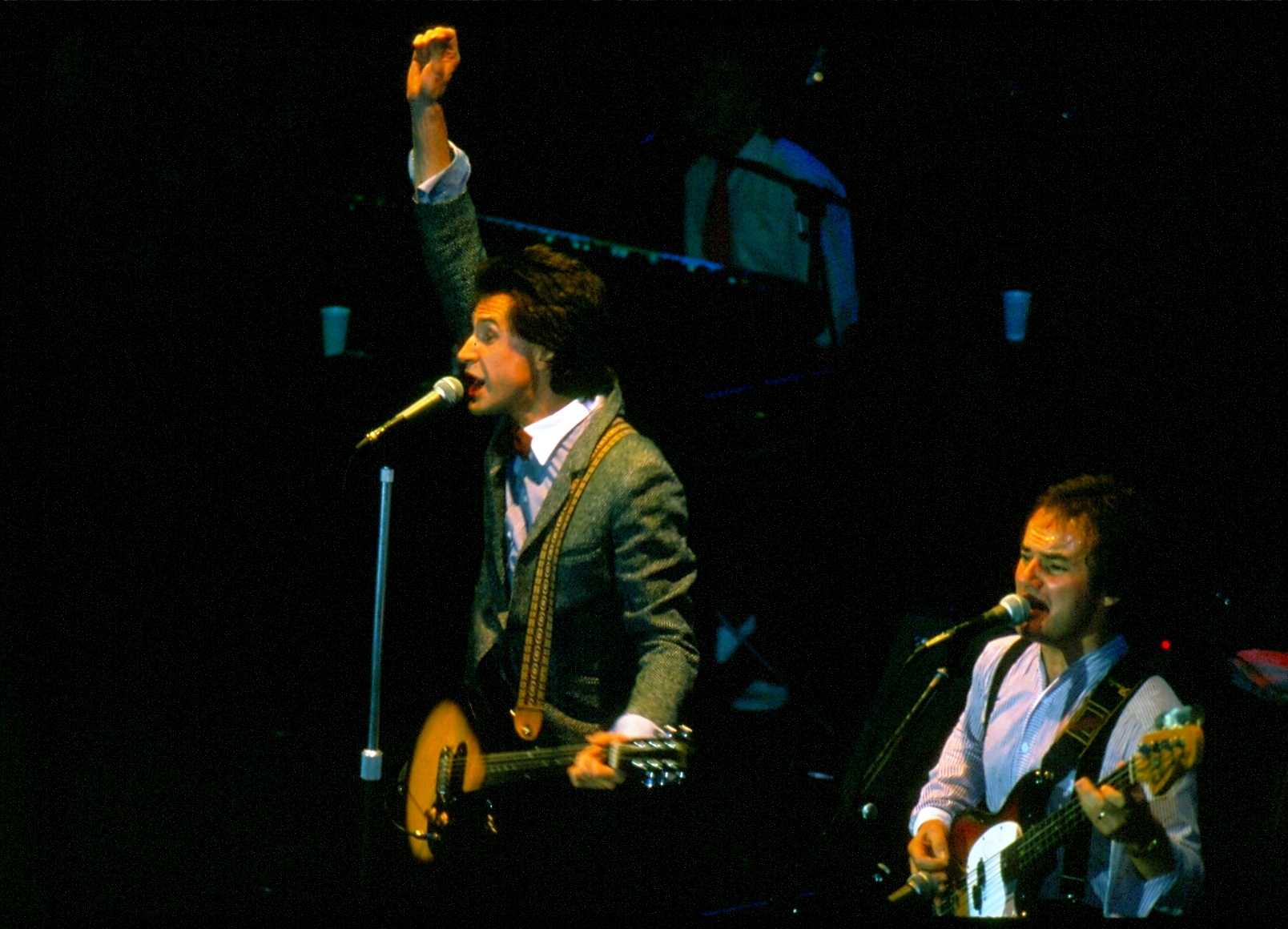
Родфорд в Мангейме, Германия 1979 год с The Kinks

В 2008 году Джим присоединяется к The Kast Off Kinks, после ухода Джона Далтона. В 2009 году Джим Родфорд часто выступал с The Rodford Files вместе со своими сыновьями Стивом и Расселом.
В 2010 году первоначальный состав Argent был возобновлён. Они провели короткий тур, с концертами в Фроме, Саутгемптоне, Вулвергемптоне, Лимингтон-Спа и Лондоне.

## Личная жизнь
Родфорд встретил свою будущую жену Джин в клубе «Pionner», Сент-Олбанс. У пары есть два сына Стив, Рассел и дочь Паула. Джим Родфорд умер 20 января 2018 года, в возрасте 76 лет от травм полученных в результате падения с лестницы, всего через несколько дней после возвращения из Америки где он отыгрывал ряд концертов с группой The Zombies. Его сын Стив в настоящее время барабанщик и участник группы The Zombies.